# Don Juan y su bella dama
Don Juan y su bella dama es una telenovela argentina emitida por Telefe desde el 17 de marzo de 2008 hasta el 9 de marzo de 2009. Es protagonizada por Joaquín Furriel, Romina Gaetani, Benjamín Vicuña e Isabel Macedo.

## Argumento
Juan (Joaquín Furriel) conoce a Josefina (Romina Gaetani) cuando casi atropella a su abuela Augusta (Perla Santalla) con su bicicleta y se enamora de ella. Pero Serena (Isabel Macedo), su ambiciosa madrastra, no se detendrá hasta que haga que Juan se enamore de ella.
La familia de Josefina es muy problemática: su madre Alicia (Silvia Baylé) expulsa a su padre Emilio (Carlos Moreno) de su casa porque dejó embarazada a la superintendente de policía Eugenia Gutiérrez (Mónica Scapparone). Manuel (Guido Massri), su apuesto hermano, siente lástima por una prostituta y trata de ayudarla, y se enfurece cuando descubre que su malvado padre, Emilio, la violó y amenazó. Josefina de novia con un chileno llamado Franco (Benjamín Vicuña), que roban autos y los clonan con su padre Emilio. Franco obliga a Josefina a casarse con el valiéndose de manipulaciones por una enfermedad terminal. 

## Elenco
| Actor / Actriz       | Personaje                                               |
| -------------------- | ------------------------------------------------------- |
| Joaquín Furriel      | Juan Cané/Santillán                                     |
| Romina Gaetani       | Josefina Molina                                         |
| Benjamín Vicuña      | Franco Ramírez Puente (Villano principal)               |
| Isabel Macedo        | Graciela Monterrey/Serena Monterrey (Villana principal) |
| Raúl Rizzo           | Rafael Cané/Santillán (Villano)                         |
| Perla Santalla       | Augusta Guerrero de Santillán                           |
| Carlos Moreno        | Emilio Molina (Villano)                                 |
| Mónica Scaparone     | Eugenia Gutierréz                                       |
| Silvia Baylé         | Alicia Correa                                           |
| Graciela Stéfani     | Yolanda "Yoli" Correa                                   |
| Silvina Acosta       | Constanza "Connie" Vidal                                |
| María Fernanda Neil  | Maite                                                   |
| Alejo Ortiz          | César McKlean                                           |
| Victoria Rauch       | Carmela Linares                                         |
| Dana Basso           | Dorys Monterrey                                         |
| Guido Massri         | Manuel Molina                                           |
| Gabo Correa          | Asencio Tolosa                                          |
| Michel Noher         | Pedro "Peter" Fernández                                 |
| Catalina Artusi      | Micaela Muñoz                                           |
| Diego Bugallo        | Tomás "Tomy" Ramírez Puente                             |
| Jorge Rivera López   | Francisco Santillán                                     |
| Melina Petriella     | Mora Velíz                                              |
| Juan Bautista Greppi | Felipe                                                  |
| Paula Morales        | Penélope Contreras                                      |
| Horacio Roca         | Basilio                                                 |
| Mario Moscoso        | Abogado                                                 |
| Malena Solda         | Luciana Octaviano                                       |
| Fabián Mazzei        | Alejandro "Alex" Molina                                 |
| Gerardo Chendo       | Pascual                                                 |
| Luis Ziembrowski     | Gabriel Contreras                                       |
| Rafael Ferro         | Ezequiel Jordán                                         |
| Cristian Pasman      | Oliva                                                   |
| Bárbara Badia        | Danila Ficuzzi                                          |
| Ricardo Bauleo       | Renzo Capri                                             |
| Luciano Brusco       | Valentín                                                |
| Gonzalo Nenna        | Rubencito                                               |

## Recepción
El pico lo consiguió en su episodio final, cuando midió 24.1 puntos, mientras que el piso lo conoció el 15 y el 24 de abril cuando midió 9.7 puntos de índice de audiencia. En sus tres meses antes de terminar, Don Juan y su bella dama superó los 15.3 puntos de promedio.[cita requerida]

### Premios y nominaciones
| Año  | Premio               | Categoría                     | Programa                 | Resultado |
| ---- | -------------------- | ----------------------------- | ------------------------ | --------- |
| 2008 | Premio Clarín        | Mejor novela                  | Don Juan y su bella dama | Nominada  |
| 2008 | Premio Clarín        | Actor revelación              | Michel Noher             | Nominado  |
| 2008 | Premio Martín Fierro | Mejor novela                  | Don Juan y su bella dama | Nominada  |
| 2008 | Premio Martín Fierro | Actor protagonista de novela  | Joaquín Furriel          | Nominado  |
| 2008 | Premio Martín Fierro | Actriz protagonista de novela | Isabel Macedo            | Nominada  |
| 2008 | Premio Martín Fierro | Actriz protagonista de novela | Romina Gaetani           | Nominada  |
| 2009 | Premio Martín Fierro | Mejor Novela                  | Don Juan y su bella dama | Nominada  |
| 2009 | Premio Martín Fierro | Actor protagonista de novela  | Joaquín Furriel          | Nominado  |
| 2009 | Premio Martín Fierro | Actriz protagonista de novela | Romina Gaetani           | Nominada  |
| 2009 | Premio Martín Fierro | Actriz protagonista de novela | Isabel Macedo            | Nominada  |

## Emisión internacional
Se transmitió a través del canal Pasiones para toda Latinoamérica en tres horarios diferentes. Comenzó a transmitirse el 21 de julio de 2009 y concluyó el 16 de junio de 2010. Con repeticiones del final hasta el 20 de junio de 2010. Se transmitió también en Telefe Internacional entre 2011 y 2012. En 2012, Don Juan y su bella dama volvió a ser emitida en canal Pasiones.